# 克里斯·斯圖爾特
克里斯·斯圖爾特（Chris Stewart；1960年7月15日—）是美國的一位作家、商人、政治人物。自2013年開始，他是猶他州第2選舉區選出的美國眾議院議員。他的黨籍是共和黨。他曾在美國空軍服役，創下世界最快不經停繞行世界一周的飛行記錄。退役之後，斯圖爾特成為一名商人和暢銷書作家。